# Store Mörttjärnen (Töcksmarks socken, Värmland, 661030-127947)
Store Mörttjärnen är en sjö i Årjängs kommun i Värmland och ingår i Göta älvs huvudavrinningsområde. Sjön har en area på 0,146 kvadratkilometer och ligger 171,6 meter över havet. Sjön avvattnas av vattendraget Kvarnbäcken.

## Delavrinningsområde
Store Mörttjärnen ingår i det delavrinningsområde (660846-127686) som SMHI kallar för Mynnar i Töck. Medelhöjden är 211 meter över havet och ytan är 12,28 kvadratkilometer. Det finns inga avrinningsområden uppströms utan avrinningsområdet är högsta punkten. Kvarnbäcken som avvattnar avrinningsområdet har biflödesordning 3, vilket innebär att vattnet flödar genom totalt 3 vattendrag innan det når havet efter 263 kilometer. Avrinningsområdet består mestadels av skog (87 procent). Avrinningsområdet har 0,8 kvadratkilometer vattenytor vilket ger det en sjöprocent på 6,5 procent.